# مانو چارلماگنه
مانو چارلماگنه (به انگلیسی: Manno Charlemagne) (زاده ۱۹۴۸ - مرگ ۱۰ دسامبر ۲۰۱۷) خواننده، ترانه سرا اهل هائیتی بود . از فیلم‌های معروف او می‌توان به بازی در فیلم حقیقت درباره چارلی اشاره کرد.